# De Roze Leeuw
Stichting De Roze Leeuw is een Nederlandse belangenorganisatie voor rechtse Nederlandse homoseksuelen, lesbiennes en biseksuelen. De stichting werd in 2017 opgericht onder de naam Dutch Gayservatives, als tegenhanger van COC Nederland, en bestaat sinds 2019 onder de huidige naam.
Oprichter Lennard van Mil was voorzitter van Jong Leefbaar Rotterdam, en beschouwde het in zijn ogen ruimhartige immigratiebeleid als een van de voornaamste oorzaken van anti-homogeweld.
De Roze Leeuw wil immigratie daarom inperken. Ook is de stichting tegen activisme van transseksuelen, tegen woke, en tegen seksuele voorlichting op basisscholen. Met Black Lives Matter wenst zij niet geassocieerd te worden. Zij past niet in lgbtqiap+.
Tijdens de Pride Walk van de Rotterdam Pride van 2017 raakte voorman Van Mil van de groepering - destijds nog bekend als Dutch Gayservatives - in handgemeen verwikkeld met de anti-fascistische actiegroep We Reclaim Our Pride. In 2020 steunde De Roze Leeuw Frits Huffnagel, nadat die zich negatief over vluchtelingen had uitgelaten.
Omdat De Roze Leeuw niet gelooft in het bestaan van genderdysforie werd zij in 2022 uitgesloten van de Pride Amsterdam, die dat jaar genderidentiteit als thema had.
De Roze Leeuw organiseerde in 2023 mede een demonstratie in Rotterdam tegen een Drag Queen Story Hour. Er kwamen drie aanhangers opdagen, plus zo’n veertig leden van Voorpost en de jongerenafdeling van Forum voor Democratie.